# 蕾贝卡·布洛姆奎斯特
蕾贝卡·布洛姆奎斯特（瑞典語：Rebecka Blomqvist，1997年7月24日—），瑞典女子足球运动员。她曾代表瑞典参加2020年夏季奥林匹克运动会足球比赛，获得一枚银牌。她也曾参加歐洲女子U-19足球錦標賽和國際足協U-20女子世界盃。